# Кадалан
Кадалан (фр. Cadalen) насеље је и општина у јужној Француској у региону Миди Пирене, у департману Тарн која припада префектури Алби.
По подацима из 2011. године у општини је живело 1498 становника, а густина насељености је износила 37,07 становника/km². Општина се простире на површини од 40,41 km². Налази се на средњој надморској висини од 199 метара (максималној 325 m, а минималној 163 m).

## Демографија
| 1962. | 1968. | 1975. | 1982. | 1990. | 1999. | 2011. |
| ----- | ----- | ----- | ----- | ----- | ----- | ----- |
| 1.091 | 1.136 | 1.050 | 1.072 | 1.112 | 1.206 | 1.498 |

График промене броја становника у току последњих година